# Glumanda

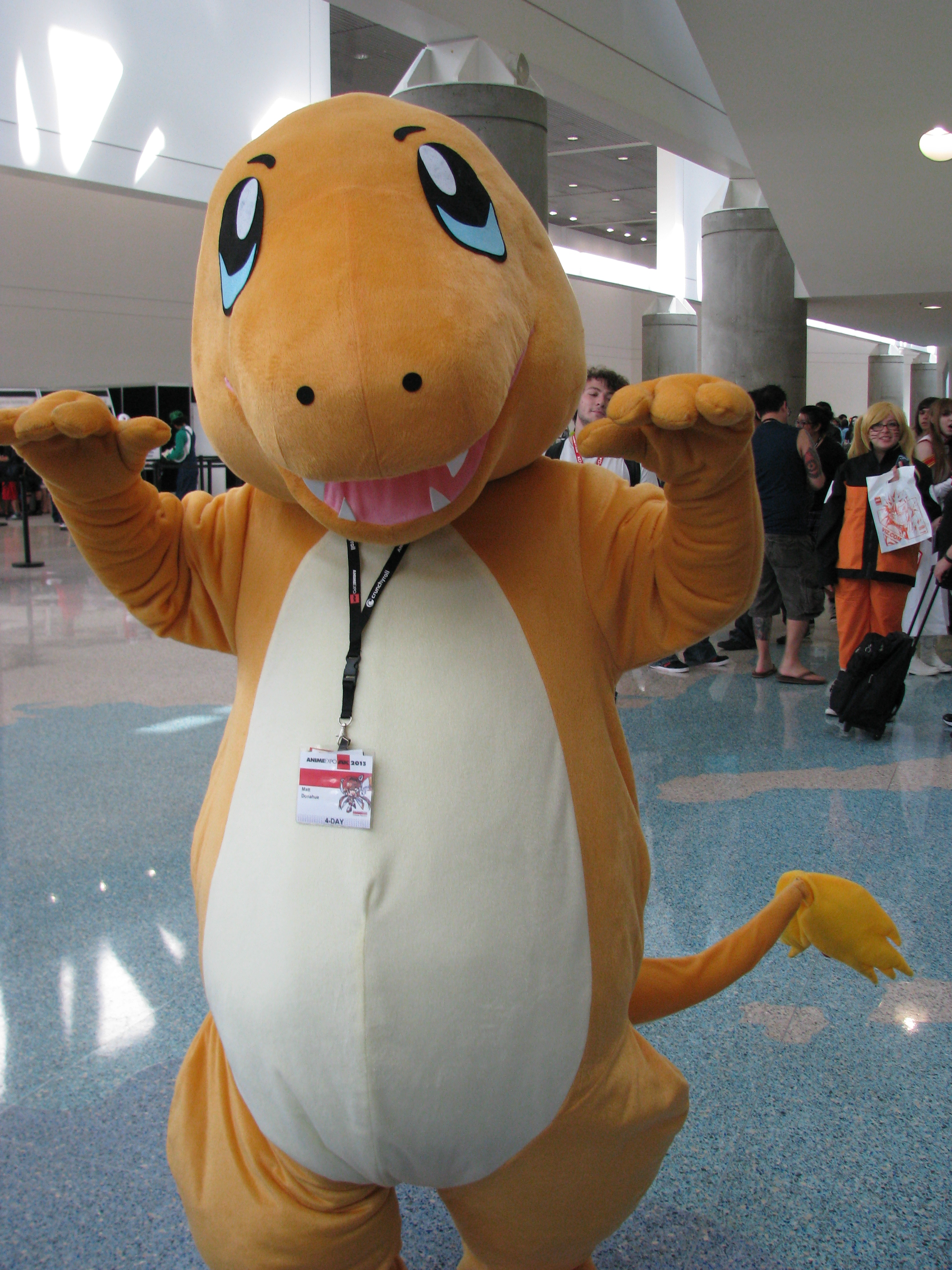
Cosplay eines Glumanda

Glumanda (im Original japanisch ヒトカゲ Hitokage, englisch Charmander) ist ein Pokémon bzw. eine Pokémon-Spezies des gleichnamigen Franchises von Nintendo und Game Freak. Seinen ersten Auftritt hatte es in den Spielen Pokémon Rote und Blaue Edition. Seitdem findet man es in den Nachfolgern, Filmen, Animationen oder auch als Motiv für Merchandise-Artikel.

## Name und Merkmale
Glumanda wurde als Feuer-Pokémon für die erste Generation der Spiele entwickelt. Der Name des Pokémon unterscheidet sich je nach Sprache und Region, um Wortspiele und Beschreibungen in der jeweiligen Sprache zu ermöglichen. Glumanda ist im Deutschen eine Zusammensetzung aus den beiden Worten Glut und Salamander, der Name beschreibt also den Angriffstyp und das tierische Aussehen des Pokémon.
Glumanda ist ein kleines echsenartiges Pokémon, welches in der Region Kanto beheimatet ist. Es hat blaue Augen, eine orange Haut, Füße mit drei Krallen und einen gelben Bauch. Die originalen Grafiken von Atsuko Nishida stellen Glumanda mit nur drei Fingern pro Hand dar, während das Artwork von Ken Sugimori beiden Händen noch einen Daumen hinzugefügt. Seit Pokémon Schwarze und Weiße Edition wurde das Artwork aktualisiert und Glumanda hat nur noch drei Finger pro Hand.
Glumandas Schwanz endet in einer Flamme, welche seine psychische Gesundheit und Emotionen widerspiegelt. Sollte seine Flamme erlöschen, stürbe es. Glumanda ist eines von drei Starterpokémon, welches zu Beginn der Spiele Pokémon Rote und Blaue Edition und Pokémon Feuerrote und Blattgrüne Edition ausgewählt werden kann. Im Anime erhält der Protagonist Ash früh ein Glumanda, welches zu einem seiner am häufigsten verwendeten Pokémon wird. In Pokémon – Die ersten Abenteuer, einem Manga, erhält der Protagonist Blue von seinem Großvater Professor Eich ein Glumanda.
Glumanda entwickelt sich auf Level 16 zu Glutexo, dieser entwickelt sich schließlich auf Level 36 zu Glurak. Seit Pokémon X und Y kann Glurak sich in einem Kampf vorübergehend in eine von zwei Mega-Entwicklungen verwandeln. Diese heißen Mega-Glurak X oder Mega-Glurak Y, abhängig von der gespielten Edition. Glurak erhält so temporär verbesserte Werte und kann stärkere Angriffe ausführen.

## Auftritte

### In den Spielen der Hauptreihe
Glumanda ist eines der Starterpokémon in Pokémon Rote und Blaue Edition, ebenso in den Remakes Feuerrote und Blattgrüne Edition. In der Gelben Edition kann es von einem Nichtspielercharakter erhalten werden.
In Pokémon HeartGold und SoulSilver kann der Spieler nach dem finalen Kampf ein Glumanda von Professor Eich erhalten.
Auch in Pokémon X und Y ist es möglich, sich für ein Glumanda zu entscheiden. Dieses ist hier zwar kein Starterpokémon, steht einem später im Spiel jedoch zur Wahl.
Vorzufinden ist Glumanda außerdem in Omega Rubin und Alpha Saphir, Pokémon: Let’s Go, Pikachu! und Let’s Go, Evoli! und Pokémon Schwert und Schild.

### Im Anime
Ash erhält ein Glumanda, welches ursprünglich dem Trainer Damien (Englisch: Damian) gehörte. Dieser ist der Ansicht, das Glumanda sei schwach, woraufhin er es aussetzt und ihm sagt, es solle warten, bis er „zurückkehre“. Das loyale Glumanda wartet im Regen auf seinen Trainer, welcher jedoch nicht wiederkommt, um es abzuholen. Ash, Rocko und Misty finden das Glumanda, eilen zu einem Pokémon Center und können es gerade noch am Leben erhalten. Das Glumanda entscheidet sich schließlich dazu, bei Ash zu bleiben. Nachdem es sich zu Glutexo weiterentwickelt, ändert sich die Persönlichkeit schlagartig und es hört nicht mehr auf seinen Trainer Ash, sondern handelt nach seinem eigenen Willen.
In Pokémon – Der Film: Du bist dran! ist das Verhalten des Glumandas hingegen ganz anders. Nach der Weiterentwicklung umarmt es Ash und erkennt ihn weiterhin als seinen Trainer an. Das gilt selbst für die finale Entwicklungsstufe als Glurak.

## Außerhalb der Pokémon-Welt
Glumanda war eines von elf Pokémon, das als Maskottchen während der Fußball-Weltmeisterschaft 2014 von Japan verwendet wurde. Ebenfalls in Japan wurde das Pokémon Motiv für einen Gully-Deckel im Serigaya-Park in Tokio.
Im Jahr 2001 entschied das Land Niue neben vier weiteren Pokémon, Schiggy, Bisasam, Pikachu und Mauzi, Glumanda zu einem der Motive des Niue-Dollars zu machen. Dabei handelt es sich um reine Anlagemünzen, die sich an Sammler richten.